# Doctrine sociale de l'Église catholique
 (février 2025).
La mise en forme du texte ne suit pas les recommandations de Wikipédia : il faut le « wikifier ».
Les points d'amélioration suivants sont les cas les plus fréquents. Le détail des points à revoir est peut-être précisé sur la page de discussion.
- Les titres sont pré-formatés par le logiciel. Ils ne sont ni en capitales, ni en gras.
- Le texte ne doit pas être écrit en capitales (les noms de famille non plus), ni en gras, ni en italique, ni en « petit »…
- Le gras n'est utilisé que pour surligner le titre de l'article dans l'introduction, une seule fois.
- L'italique est rarement utilisé : mots en langue étrangère, titres d'œuvres, noms de bateaux, etc.
- Les citations ne sont pas en italique mais en corps de texte normal. Elles sont entourées par des guillemets français : « et ».
- Les listes à puces sont à éviter, des paragraphes rédigés étant largement préférés. Les tableaux sont à réserver à la présentation de données structurées (résultats, etc.).
- Les appels de note de bas de page (petits chiffres en exposant, introduits par l'outil «  Source ») sont à placer entre la fin de phrase et le point final[comme ça].
- Les liens internes (vers d'autres articles de Wikipédia) sont à choisir avec parcimonie. Créez des liens vers des articles approfondissant le sujet. Les termes génériques sans rapport avec le sujet sont à éviter, ainsi que les répétitions de liens vers un même terme.
- Les liens externes sont à placer uniquement dans une section « Liens externes », à la fin de l'article. Ces liens sont à choisir avec parcimonie suivant les règles définies. Si un lien sert de source à l'article, son insertion dans le texte est à faire par les notes de bas de page.
- La présentation des références doit suivre les conventions bibliographiques. Il est recommandé d'utiliser les modèles {{Ouvrage}}, {{Chapitre}}, {{Article}}, {{Lien web}} et/ou {{Bibliographie}}. Le mode d'édition visuel peut mettre en forme automatiquement les références.
- Insérer une infobox (cadre d'informations à droite) n'est pas obligatoire pour parachever la mise en page.

Pour une aide détaillée, merci de consulter Aide:Wikification.
Si vous pensez que ces points ont été résolus, vous pouvez retirer ce bandeau et améliorer la mise en forme d'un autre article.
Pour les articles homonymes, voir DSE.
La doctrine sociale de l'Église catholique (ou DSE) est, selon l'Église catholique, une « doctrine destinée à guider la conduite de la personne ».
Son avènement est en général associé à la parution de l'encyclique Rerum novarum du pape Léon XIII, en 1891, mais la dénomination entendue dans son sens actuel se trouve sous la plume du pape Pie XI, dans l'encyclique Quadragesimo anno (1931).
En 2004, elle fait l'objet d'une synthèse systématique et exhaustive, sous la forme d'un Compendium de la doctrine sociale de l'Église, à l'initiative du conseil pontifical Justice et Paix.

## Résumé

### Sur le fond
Selon les § 72 et 73, du Compendium de la Doctrine sociale de l'Église (DSE), publié sous la direction du cardinal Martino (op. cit.) :
- Ce qu'est la DSE :

« Elle est une catégorie « en soi » destinée à guider la conduite de la personne. Elle se situe à la rencontre de la vie et de la conscience avec les situations du monde. »
« Elle se manifeste dans les efforts accomplis par les individus, les familles, les agents culturels et sociaux, les politiciens et les hommes d'État pour lui donner sa forme et son application dans l'Histoire. »
- Ce que n'est pas la DSE :

« Elle n'a pas été pensée depuis le commencement comme un système organique, mais s'est formée au cours du temps, à la suite de nombreuses interventions sur les thèmes sociaux. »
« Ceci explique le fait qu'il y ait pu y avoir certaines oscillations quant à sa nature, sa méthode et sa structure épistémologiques. »
« Elle n'est pas un système idéologique ou pragmatique visant à définir et à composer les rapports économiques, politiques et sociaux. »

### Trois niveaux
Trois niveaux définissent implicitement la méthode propre et la structure épistémologique spécifique (dite « théologico-morale ») de la DSE :
1. le niveau fondateur des motivations ;
2. le niveau directif des normes de la vie sociale ;
3. le niveau délibératif des consciences, appelées à actualiser les normes objectives et générales dans les situations concrètes et particulières.

## Contexte: de la Tradition et du patrimoine doctrinal auxRes novae
(D'après § 87 et 88 in Cardinal Martino, Compendium de la DSE, op. cit.)
Dans son attention permanente à l'Homme dans la Société, l'Église a accumulé une tradition et un riche patrimoine doctrinal, enracinés dans :
- les Saintes Écritures, l'Évangile, les Écrits des Apôtres ;
- les Pères de l'Église et grands Docteurs.

Ce patrimoine a constitué une tradition plus qu'un corpus de doctrine dans laquelle - bien que sans interventions directes et explicites au niveau magistériel - l'Église s'est peu à peu reconnue.
Les événements de nature économique qui se produisent au XIXe siècle ont des conséquences sociales, politiques et culturelles explosives. Les structures sociales séculaires sont bouleversées par la révolution industrielle, ce qui soulève de graves problèmes de justice et pose la première grande question sociale, la question ouvrière, dans le cadre de relations devenues conflictuelles entre capital et travail.
Dans ce nouveau contexte, l'Église ressent la nécessité d'intervenir d'une nouvelle façon. Ces « Choses nouvelles » (res novae), constituées par ces événements, représentent en effet un défi pour son enseignement et motivent un discernement particulier en vue de définir les solutions appropriées en correspondance avec des problèmes inhabituels et inexplorés.
Ainsi, en se greffant sur une tradition pluri-séculaire, l'encyclique Rerum novarum (Des choses nouvelles) du pape Léon XIII en 1891 va ouvrir un nouveau chemin, et marquer un nouveau début par un développement substantiel de l'enseignement dans le domaine social.

## Contenu de la Doctrine sociale de l'Église

### Les principes majeurs
Celle-ci s'appuie sur les six principes majeurs et fondamentaux exposés aux troisième et quatrième chapitres de la Compendium de la doctrine sociale de l'Église, à savoir :
1. la dignité de la personne humaine ;
2. le bien commun ;
3. la destination universelle des biens ;
4. la subsidiarité ;
5. la participation ;
6. la solidarité.

Ces six principes majeurs constituent le fondement de l'enseignement de la DSE
- Ils ont un caractère général et fondamental dans la mesure où ils concernent la réalité sociale dans son ensemble, dans son universalité de sens, dans la durée et dans le temps.
- Ils doivent être appréciés dans leur caractère unitaire, dans leur connexion et leur articulation. L'attention donnée à chaque principe ne doit pas conduire à une articulation partiale et erronée qui intervient lorsqu'on l'invoque comme s'il était désarticulé et séparé de tous les autres.
- Ils constituent la première articulation de la vérité de la Société, par laquelle toute conscience est interpellée et invitée à agir en interaction avec chaque autre conscience, dans la liberté, dans une pleine coresponsabilité avec tous et à l'égard de tous.

#### Principe de la dignité de la personne
« L'homme est la seule créature sur terre que Dieu aime pour elle-même » (Vatican II, Constitution pastorale Gaudium et Spes, no 24§3)
« L'Église voit dans l'homme, dans chaque homme, l'image vivante de Dieu même » (Compendium DSE, 105-107)
Ce principe personnaliste concerne donc la dignité absolue, le caractère central, l'intangibilité de la personne considérée selon ses aspects essentiels d'individualité et de sociabilité.
- Elle doit être le sujet, le fondement et la fin de toutes les actions sociales : la personne ne peut jamais être exploitée.
- La société doit se mettre à son service. Elle peut aussi exiger beaucoup de ses membres, mais ne jamais se servir d'eux.

Le devoir du plus fort de protéger le plus faible s'inscrit dans cette logique ainsi que la protection de la famille, lieu de croissance de la personne humaine, de l'enfant protégé par ses parents.
Le principe personnaliste se concrétise dans la promotion de la dignité humaine à tous les niveaux, contre tout type de discrimination économique, politique, linguistique, raciale, religieuse, etc. et en particulier dans la promotion des droits humains fondamentaux. Il s'agit donc bien du « développement intégral de tout homme et de tout l'homme », selon la fameuse expression de Paul VI (Encyclique Populorum Progressio de 1967).

##### Respect de la vie humaine
« Aussi l'ordre social et son progrès doivent-ils toujours tourner au bien des personnes, puisque l'ordre des choses doit être subordonné à l'ordre des personnes et non l'inverse ».
Le respect de la dignité humaine ne peut en aucune façon ne pas tenir compte de ce principe : il faut « que chacun considère son prochain, sans aucune exception, comme « un autre lui-même », [qu'il] tienne compte avant tout de son existence et des moyens qui lui sont nécessaires pour vivre dignement ». Il faut que tous les programmes sociaux, scientifiques et culturels, soient guidés par la conscience de la primauté de chaque être humain (Compendium de la Doctrine sociale de l'Église no 132).

##### Égalité humaine
L'égalité humaine est fondée avant tout par les lois naturelles qui englobent chaque individu, chaque être humain, chaque cellule qui fait partie du ciel et de la terre de l'univers, à l'image de l’Église, chaque individu vient de manière égale.

#### Principe du bien commun
Le bien commun est défini par Jean XXIII dans l'encyclique Mater et Magistra (1961) par l'« ensemble des conditions sociales qui permettent et favorisent dans les hommes le développement intégral de leur personnalité ». Dans l'encyclique Pacem in Terris (1963), Jean XXIII revient à plusieurs reprises sur la notion de bien commun et parle également de « développement intégral dans l'éducation de la jeunesse ».
Menacé aujourd'hui par un individualisme poussé jusqu'à l'égoïsme, ce bien si nécessaire à chaque citoyen est à respecter et à développer par tous, à promouvoir par chacun et par l'État.
« Beaucoup de comportements cyniques ou simplement irréfléchis ont conduit à la perte du sens d'une destinée commune, à commencer par l'affirmation selon laquelle chacun n'a de comptes à rendre qu'à lui-même en oubliant que les droits n'ont de sens qu'en lien avec des responsabilités. (…) Lorsque le sens de l'existence ne passe plus par le lien à autrui, la perception même de l'intérêt général est brouillée. Les propositions politiques de long terme sont dévalorisées. Les attentes des citoyens s'en trouvent faussées. Il n'y a plus de hiérarchie des priorités et chacun réclame l'intervention de l'État pour ses problèmes particuliers » (Conférence des Évêques de France).
« Les exigences du bien commun concernent avant tout l'organisation des pouvoirs de l'État, un ordre juridique solide, la sauvegarde de l'environnement, la prestation des services essentiels aux personnes, et dont certains sont en même temps des droits de l'homme : alimentation, logement, travail, éducation, accès à la culture, transport, santé, libre circulation des informations et liberté religieuse » (Compendium DSE, 166).
Ainsi que le rappelle Benoît XVI (Caritas in veritate, 71) : « le développement est impossible s'il n'y a pas des hommes droits, des acteurs économiques et des hommes politiques fortement interpellés dans leur conscience par le souci du bien commun. La compétence professionnelle et la cohérence morale sont nécessaires l'une et l'autre ».

#### Destination universelle des biens
À ce principe du bien commun, il convient de joindre celui, essentiel, de la destination universelle des biens : dans la tradition chrétienne, la première origine de tout bien est l'acte de Dieu lui-même qui a créé la terre et l'homme, et qui a donné la terre à l'homme pour qu'il la maîtrise par son travail et jouisse de ses fruits. Dieu a donné la terre à tout le genre humain pour qu'elle fasse vivre tous ses membres, sans exclure ni privilégier personne. C'est l'origine de la destination universelle des biens de la terre.
La mise en œuvre concrète du principe de la destination universelle des biens, selon les différents contextes culturels et sociaux, implique une définition précise des modes, des limites et des objets. Pour en assurer un exercice équitable et ordonné, des interventions réglementées sont nécessaires, fruits d'accords nationaux et internationaux, ainsi qu'un ordre juridique qui détermine et spécifie cet exercice.
Le principe de la destination universelle des biens appelle une économie inspirée des valeurs morales qui ne perde jamais de vue ni l'origine, ni la finalité de ces biens, de façon à réaliser un monde juste et solidaire, où la formation de la richesse puisse revêtir une fonction positive.
Ce principe a par exemple été invoqué par le pape Pie XII pour mettre en avant un droit naturel à l'émigration, dans sa constitution Exsul familia : « […] la migration atteint son objectif naturel, ainsi que le montre l'expérience. Nous entendons par là la distribution la plus favorable des hommes sur la surface de la Terre cultivée ; cette surface que Dieu a créée et préparée pour l'usage de tous ».

##### Destination universelle des biens et propriété privée
Parce que la propriété privée « assure à chacun une zone indispensable d'autonomie personnelle et familiale », il faut la regarder comme un prolongement de la liberté humaine, elle stimule l'exercice de la responsabilité, et constitue l'une des conditions des libertés civiles », elle doit être équitablement accessible à tous (encyclique Centesimus Annus, 6 : 800-801).
Cela dit, la tradition chrétienne « n'a jamais reconnu » le droit à la propriété privée comme « absolu ni intouchable ».
« Au contraire, elle l'a toujours entendu dans le contexte plus vaste du droit commun de tous à utiliser les biens de la création entière ». Le droit à la propriété privée est subordonné à celui de l'usage commun, à la destination universelle des biens » (voir encyclique Laborem exercens, no 14, et aussi : CEC no 2444-2448).
L'Église considère que la destination universelle des biens ne s'oppose pas au droit de propriété, mais signifie la nécessité de le réguler et/ou de le réglementer. L'Église considère en effet (voir Compendium DES aux § 176 à 178) que la propriété privée :
1. quelles que soient les formes concrètes des régimes et des normes juridiques relatives à celles-ci ;
2. n'est par essence qu'un moyen pour le respect du principe de destination universelle des biens ;
3. et, par conséquent, en dernier ressort, constitue non pas une fin mais un moyen.

L'Église souligne également que la phase historique actuelle - en mettant à disposition de la société des biens tout à fait nouveaux - impose une relecture du principe de la destination universelle des biens qui concerne autant
- les biens nouveaux issus de la connaissance, de la technique et du savoir,
- que les biens traditionnels (comme les terres dans les zones rurales et/ou en pays en voie de développement).

##### Destination universelle des biens et option préférentielle pour les pauvres
L'option préférentielle pour les pauvres correspond à un cas de mise en œuvre et d'application concrète du principe de destination universelle des biens. Elle rejoint la vertu de Charité :
Comme le rapporte Saint Matthieu :
« Quand le Fils de l'Homme reviendra (…) devant lui seront rassemblées toutes les nations, (…) et il dira : Venez les bénis de mon Père, recevez en héritage le Royaume qui vous a été préparé depuis la fondation du monde. Car j'ai eu faim et vous m'avez donné à manger, j'ai eu soif et vous m'avez donné à boire, j'étais un étranger et vous m'avez accueilli, nu et vous m'avez vêtu, malade et vous m'avez visité, prisonnier et vous êtes venu me voir. (…) »
« En vérité je vous le dis, dans la mesure où vous ne l'avez pas fait à l'un de ces plus petits, à moi non plus vous ne l'avez pas fait. Et ils s'en iront, ceux-là à une peine éternelle, et ceux-ci les justes à une vie éternelle. »
Comme le dit Saint Paul :
« Quand je parlerais les langues des hommes et des anges, si je n'ai pas la charité, je ne suis plus qu'airain qui sonne ou cymbale qui retentit »
« Quand j'aurais le don de prophétie et que je connaîtrais tous les mystères et toute la science, quand j'aurais la plénitude de la Foi, une Foi à transporter les montagnes, si je n'ai pas la charité, je ne suis rien. »
« (…) Maintenant donc demeurent foi, espérance, charité, ces trois choses, mais la plus grande d'entre elles, c'est la charité »
Elle est à la fois invoquée et questionnée aujourd'hui par les tenants de la théologie de la libération qui ne manquent pas de pointer l'urgence d'une action de tous en ce sens et reprochent souvent à l'Église officielle de se montrer trop timide à cet égard.

#### Principe de subsidiarité
Ce principe s'impose parce que toute personne, toute famille et tout corps intermédiaire ont quelque chose d'original à offrir à la Communauté.
Le Catéchisme de l'Église catholique de 1992 indique qu'il est « impossible de promouvoir la dignité de la personne si ce n'est en prenant soin de la famille, des groupes, des associations, des réalités territoriales locales, bref de toutes les expressions associatives de type économique, social, culturel, sportif, récréatif, professionnel, politique, auxquelles les personnes donnent spontanément vie et qui rendent possible leur croissance sociale effective ».
Le Compendium de la doctrine sociale de l'Église (op. cit.) précise : « De même qu'on ne peut enlever aux particuliers, pour les transférer à la communauté, les attributions dont ils sont capables de s'acquitter de leur seule initiative et par leurs propres moyens, ainsi ce serait commettre une injustice, en même temps que troubler d'une manière très dommageable l'ordre social, que de retirer aux groupements d'ordre inférieur, pour les confier à une collectivité plus vaste et d'un rang plus élevé, les fonctions qu'ils sont en mesure de remplir eux-mêmes. L'objet naturel de toute Intervention en matière sociale est d'aider les membres du corps social et non pas de les détruire, ni de les absorber ».
La subsidiarité impose à l'État de s'abstenir de tout ce qui restreindrait, de fait, l'espace vital des cellules mineures et essentielles de la Société.
« À l'application du principe de subsidiarité correspondent
- le respect et la promotion effective de la primauté de la personne et de la famille ;
- la mise en valeur des associations et des organisations intermédiaires, dans leurs choix fondamentaux et dans tous ceux qui ne peuvent pas être délégués ou assumés par d'autres ».

##### Fonction de suppléance
Mais, par exemple, dans certaines « situations où il est nécessaire que l'État stimule l'économie, à cause de l'impossibilité pour la société civile d'assumer cette initiative de façon autonome ; que l'on pense aussi aux réalités de grave déséquilibre et d'injustice sociale où seule l'intervention publique peut créer des conditions de plus grande égalité, de justice et de paix ». Cette notion s'applique en général aux situations où une entité incapable de traiter par elle-même d'une question qui la dépasse doit faire appel à une entité plus grande.
« À la lumière du principe de subsidiarité, cependant, cette suppléance institutionnelle ne doit pas se prolonger ni s'étendre au-delà du strict nécessaire (principe de proportionnalité), à partir du moment où elle ne trouve sa justification que dans le caractère d'exception de la situation » (Compendium de la doctrine sociale de l'Église, N. 185-188).
« Dans tous les cas, le Bien Commun correctement compris (…/…) devra demeurer le critère de discernement quant à l'application du principe de subsidiarité ».

#### Principe de solidarité
Selon l'encyclique Sollicitudo rei socialis, (no 41-42) et aussi Évangile selon Matthieu. chap 25, versets 31-46, la solidarité est une « vertu humaine et chrétienne car chacun sera jugé selon la manière dont il a vécu cette solidarité entre les hommes. Il en résulte un principe d'union des classes, trouvant son origine dans la doctrine de l'« amour du prochain ». Cette solidarité peut être vue comme un autre nom laïcisé de la charité chrétienne.
Ainsi, la solidarité
- « n'est donc pas un sentiment de compassion vague ou d'attendrissement superficiel, pour les maux subis par tant de personnes proches ou lointaines. Au contraire, c'est la détermination ferme et persévérante de travailler pour le bien commun, c'est-à-dire pour le bien de tous et de chacun, parce que tous nous sommes vraiment responsables de tous » (Jean Paul II[10]) ;
- se pratique dans une société quand « ses membres se reconnaissent les uns les autres comme des personnes » ;
- existe lorsque ceux qui disposent de plus de moyens « devraient se sentir responsables des plus faibles et être prêts à partager avec eux ce qu'ils possèdent. De leur côté, les plus faibles, dans la même ligne de solidarité, ne devraient pas adopter une attitude purement passive ou destructrice du lien social, mais, tout en défendant leurs droits légitimes, faire ce qui leur revient pour le bien de tous »[11] ;
- est également à vivre dans la dimension internationale : elle renvoie au devoir de participer à la « réforme du système commercial international » et à celle du « système monétaire et financier » :

« Le système commercial international entraîne souvent une discrimination des productions des industries naissantes des pays en voie de développement et décourage les producteurs de certaines matières premières »
« Le système monétaire et financier mondial se caractérise par la fluctuation excessive des taux de change et des taux d'intérêt, au détriment de la balance des paiements et de la situation d'endettement des pays pauvres »

### Autres valeurs de référence

#### L'option préférentielle pour les pauvres et les personnes vulnérables
Voir l'article option préférentielle pour les pauvres

#### Société organique et complémentarité
La vision de la société dite organique est dans la doctrine sociale de l'Église à l'image du corps humain. Dans un corps, chaque organe a sa fonction propre, différente des autres. Organes inégaux en puissance, en moyens, en attributions, en taille… Ils sont cependant complémentaires et se fondent dans un tout organique.
Cette complémentarité recouvre les affirmations suivantes :
- la vie sociale de l'Homme naît de la différence, de la complémentarité des personnes : l'âge, le sexe, la personnalité, les désirs, etc.
- l'Homme ne dispose pas, à la différence de nombreuses espèces animales, de défenses contre la nature : il a la raison qui lui permet le travail en groupe pour élaborer des solutions,
- chaque personne occupe une place unique dans la société, elle y est irremplaçable. Aucune personne ne peut être déclarée inutile ou indésirable (cf. handicap, maladie, vieillesse, pauvreté, etc.).

Saint Thomas d'Aquin développe le principe de complémentarité dans sa Somme Théologique.

## Place de l'Église dans le mouvement social

### Tradition de fraternité
Si le Nouveau Testament ne mentionne que deux fois ce terme sous la plume de saint Pierre, les Pères de l'Église l'emploient assez souvent : au cours des trois premiers siècles, les termes d'« Église » et de « fraternité » sont donnés comme synonymes.

### Tradition d'action sociale
Dès les premiers temps du christianisme, l'amour du prochain est considéré comme l'un des principaux messages de l'évangile et de la Bible.
C'est ainsi que la charité est donnée comme étant l'une des trois vertus théologales (voir à ce propos l'encyclique Deus caritas est).
Parmi les premiers représentants de l'action sociale chrétienne, figure en France saint Vincent de Paul ; après avoir aidé dès son plus jeune âge les plus démunis, il fonde en 1625 la société de vie apostolique Congrégation de la Mission (les Lazaristes), puis la société de vie apostolique des Filles de la charité de saint Vincent de Paul en 1634.

### Émergence des «choses nouvelles» (Res novae)
La pensée moderne de l'Église trouve son origine dans la période de grands changements économiques et sociaux qui a accompagné la Révolution industrielle. Tous sont en effet confrontés à des phénomènes inhabituels et inexplorés. Le bouleversement des méthodes de production, la disparition des trois ordres de l'Ancien Régime et l'émergence de nouvelles classes sociales (bourgeoisie, ouvriers) avec l'opposition capital / travail, ont fait prendre conscience d'un fossé grandissant entre les ouvriers et les classes dirigeantes. C'est ce que l'on a appelé la « question sociale ».
Félicité de La Mennais est l'un des initiateurs de la pensée sociale moderne de l'Église[réf. nécessaire]. Il a des contacts avec les réformateurs sociaux dans les années 1820 mais, sans se compromettre avec les idéologies naissantes, perçoit l'urgence d'une rénovation.
L'un des premiers à avoir pris conscience des injustices sociales est aussi Frédéric Ozanam, qui vit de près la révolte des Canuts à Lyon en 1831. La Société de Saint-Vincent-de-Paul a été fondée à Paris, le 23 avril 1833, par Frédéric Ozanam et cinq autres jeunes universitaires, regroupés autour d'Emmanuel Bailly. Avec une volonté commune, elle se dédia à l'exercice de la charité par la visite à domicile des familles pauvres, cette société est encore très active aujourd'hui.
Philippe Buchez, un moment tenté par le socialisme de Saint-Simon, s'en écarte rapidement.
En Allemagne, Wilhelm Emmanuel von Ketteler, évêque de Mayence, est le principal initiateur du renouveau social de l'Église dans ce pays. Ce sont précisément ses œuvres qui font découvrir à Albert de Mun cette pensée sociale, lors de sa captivité en Allemagne. Ce dernier fonde les cercles catholiques ouvriers (1871), et inspire la plupart des textes de loi sociaux de la IIIe République. Il participe à l'élaboration de l'encyclique Rerum novarum du pape Léon XIII (1891).
Armand de Melun, Frédéric Le Play, et Marc Sangnier sont d'autres figures du catholicisme social.
Il faut aussi mentionner que l'origine des premiers mouvements ouvriers en 1887 vient d'initiatives chrétiennes[réf. nécessaire], qui aboutissent à la création officielle en France en 1919 d'une confédération syndicale ouvrière, la Confédération française des travailleurs chrétiens (CFTC), syndicat chrétien.
La partie de l'Église catholique qui se rallie à la République en France, renouvelle sa vocation sociale dans la deuxième moitié du XIXe siècle.
Les Semaines sociales de France sont une manifestation annuelle qui rassemble les catholiques dans le cadre de ce renouveau social depuis 1904.

## Temps présents: du développement humain intégral à l'écologie intégrale

### Apports de Jean-Paul II et Benoît XVI
En 2004 a été publié le Compendium de la doctrine sociale de l'Église. Le Compendium inclut au chapitre X des considérations sur la sauvegarde de l'environnement.
En juillet 2009, le pape Benoît XVI, avec l'encyclique Caritas in veritate, porte une attention nouvelle aux questions économiques, sociales et environnementales, dans le contexte de la mondialisation et de la crise financière de 2008.
Pour désigner la prise en compte de préoccupations sociétales (sociales et environnementales) dans le développement économique, l'Église évoque depuis Léon XIII par la voix des papes (Paul VI, Jean-Paul II…) et de leurs encycliques la notion de « développement humain intégral ». Au vu de l'explicitation constante apportée par le Magistère, l'Église entend promouvoir une vision plus universelle et multiforme que le seul aspect commun évoqué par le thème du développement durable.

### Apports de François: encycliqueLaudato si'
Le pape François avec l’exhortation apostolique Evangelii gaudium de novembre 2013 reprend (à partir des §176 et suivants) les fondamentaux de la DSE dans l’optique de l'évangélisation.
La doctrine sociale de l'Église s'était à l'origine surtout focalisée sur la question sociale, en réponse à de graves problèmes sociaux rencontrés au XIXe siècle à la suite de la révolution industrielle.
L'apport le plus important de François concerne la publication de l'encyclique Laudato si' sur la « sauvegarde de la maison commune » (sauvegarde de la Création), en réaction aux problèmes environnementaux, climatiques et sociétaux rencontrés depuis les années 1970. Il souligne que les dérèglements climatiques actuels ont les impacts les plus graves sur les populations les plus défavorisées de la planète. Il emploie pour la première fois le concept d'écologie intégrale, censé faire la synthèse entre l'écologie humaine et l'écologie classique.

## Éléments de référence

### Écrits du Saint-Siège
La doctrine sociale de l'Église a fait l'objet d'un texte récent rédigé par le cardinal Martino, président du conseil pontifical Justice et Paix et dont l'objet est d'exposer de manière synthétique mais exhaustive l'enseignement social de l'Église (voir Compendium de la doctrine sociale de l'Église). Les Pères jésuites François Boëdec et Henri Madelin ont rédigé un guide pour une lecture des encycliques sociales intitulé L’Évangile social.
Outre l'encyclique Rerum novarum (1891), considérée comme la première formalisation d'une pensée explicitement tournée vers le discernement des « choses nouvelles », les textes de références suivants peuvent être consultés :
- 1891 : Rerum novarum, sur la condition des ouvriers, Léon XIII ;
- 1901 : Graves de communi re, sur la condamnation de la démocratie chrétienne et des socio-démocrates chrétiens Léon XIII ;
- 1931 : Quadragesimo anno, sur l'instauration de l'ordre social, pour le quarantième anniversaire de Rerum novarum, Pie XI ;
- 1941 : Radiomessage pour le 50e anniversaire de Rerum novarum, Pie XII ;
- 1961 : Mater et Magistra, sur l'évolution contemporaine de la vie sociale à la lumière des principes chrétiens, Jean XXIII ;
- 1963 : Pacem in Terris, Message de paix à tous les hommes de bonne volonté, Jean XXIII ;
- 1965 : Gaudium et Spes, L'Église dans le monde de ce temps, concile Vatican II ;
- 1965 : Dignitatis Humanae, Du droit de la personne et des communautés à la liberté sociale et civile en matière religieuse, Concile Vatican II ;
- 1967 : Populorum progressio, sur le développement des peuples, Paul VI ;
- 1971 : Octogesima adveniens, en réponse aux besoins nouveaux d'un monde en changement, Pour une Société Humaine, Lettre apostolique de Paul VI au cardinal Maurice Roy, à l'occasion du 80e anniversaire de l'encyclique Rerum Novarum[18] ;
- 1972 : Pour une pratique chrétienne de la politique, publié par la Conférence des évêques de France ;
- 1975 : Evangelii nuntiandi, sur l'évangélisation dans le monde moderne, de Paul VI ;
- 1979 : Redemptor Hominis (L'homme, le premier chemin de l'Église), Jean-Paul II ;
- 1981 : Laborem exercens, sur le travail humain, Jean-Paul II ;
- 1984 : Attention… pauvretés, publié par la Commission sociale des évêques de France ;
- 1986 : Instruction sur la liberté chrétienne et la libération, Congrégation pour la doctrine de la foi ;
- 1987 : Sollicitudo rei socialis, pour un vrai développement, Jean-Paul II ;
- 1991 : Centesimus annus, cent ans après Rerum novarum, Jean-Paul II ;
- 1993 : Face au chômage, changer le travail, publié par la Commission sociale des évêques de France ;
- 1995 : Evangelium vitæ, Jean-Paul II ;
- 1995 : Texte sur le Logement, de la Commission sociale des évêques de France ;
- 1996 : L'écart social n'est pas une fatalité, de la Commission sociale des évêques de France ;
- 1997 : Pour une meilleure répartition de la Terre, Conseil Pontifical Justice et Paix ;
- 2006 : Deus caritas est, Benoît XVI ;
- 2009 : Caritas in veritate, Benoît XVI ;
- 2013 : Evangelii gaudium, François ;
- 2015 : Laudato si', François, sans doute le document magistériel le plus important de l'Église catholique depuis le concile Vatican II d'après le Centre de recherche et d'action sociales (Ceras).

### La Conférence des évêques de France
Depuis 1972, la Conférence des évêques de France (CEF) s'intéresse au sujet :
- 1972 : Pour une pratique chrétienne de la politique ;
- 1984 : Attention… pauvretés ;
- 1993 : Face au chômage, changer le travail ;
- 1996 : L'écart social n'est pas une fatalité ;
- 2005 : Repères dans une économie mondialisée.

### Autres manifestations de l'engagement social de l'Église
La pensée sociale de l'Église a compté pour beaucoup dans la création de nombreux mouvements d'action sociale et œuvres chrétiennes, parmi lesquels on peut citer :
- le Secours catholique (Caritas) ;
- le Ceras, Centre de recherche et d'action sociales de la province de France des Jésuites, créé en 1903 sous le nom d'Action populaire ;
- le CCFD-Terre solidaire (anciennement Comité catholique contre la faim et pour le développement) ;
- la Société de Saint-Vincent-de-Paul ;
- les Semaines sociales de France ;
- les mouvements d'Action catholique :

Action catholique des enfants (ACE),
Mouvement rural de jeunesse chrétienne (MRJC)
Jeunesse ouvrière chrétienne (JOC),
Jeunesse étudiante chrétienne (JEC),
Action catholique ouvrière (ACO),
Action catholique des milieux indépendants (ACI),
Chrétiens dans le monde rural (CMR),
Eccleria (précédemment nommé Mouvement chrétien des cadres et dirigeants - MCC),
Entrepreneurs et dirigeants chrétiens (EDC),
l'association Le Rocher, Oasis des cités.

## Pour approfondir